# Astrologie

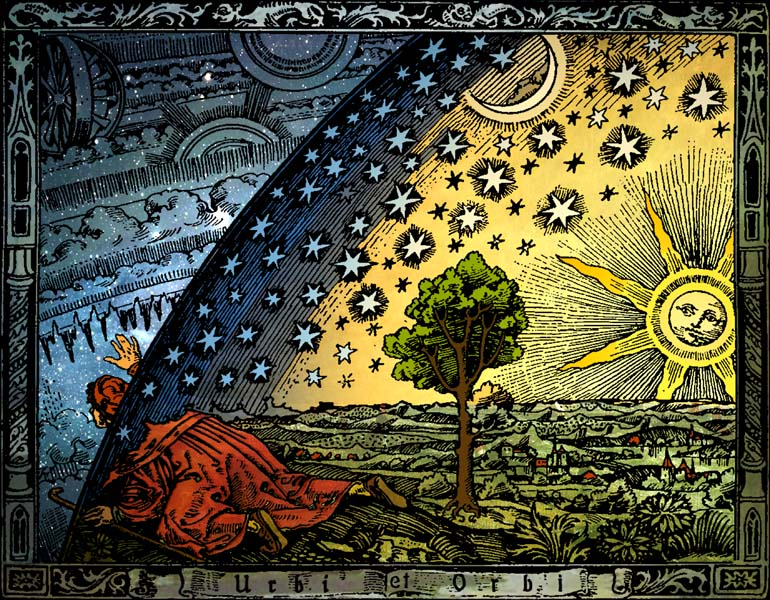
Ručně kolorovaná verze flammarionské dřevořezby od neznámého autora (1888).

Astrologie, řecky αστρολογία z άστρον (astron) – hvězda a λόγος (logos) – slovo, česky též hvězdopravectví, je tradiční hermetický obor a pseudověda. Zabývá se zkoumáním jejími stoupenci předpokládaných souvislostí mezi děním na obloze, charakterizovaným zejména pohybem planet, Slunce, Měsíce a dalších prvků, a jeho vlivem na dění na Zemi. Z těchto souvislostí vyvozuje vlivy v různých oblastech života na Zemi. Činí tak zejména formou hledání analogií a vysvětlení dějů minulých a probíhajících, předvídání událostí a dění v budoucnu, hodnocení nebeských vlivů na lidskou psychiku a fyzické tělo, na světové dění, události, politické souvislosti atd. Rozsáhlou oblastí činnosti astrologie je snaha o nalezení souvztažností mezi děním na obloze a vývojem jak jedince, tak celého lidského společenství. Mezi předměty studia astrologie patří i přímé korespondence (esoterismus) mezi planetami, Sluncem a Měsícem na jedné straně a minerály, rostlinami, živočichy a jejich charakteristikami na straně druhé.
Za účelem tohoto zkoumání vytvořili astrologové v různých dobách a různých civilizačních okruzích řadu samostatných symbolických systémů a tradičních nauk, které mají pochopení vztahů nebeských a pozemských dějů zprostředkovat. Spolu s alchymií a magií je západní astrologie zařazována mezi hermetismus založené na základním hermetickém axiomu o jednotě makrokosmu (tj. vesmíru) a mikrokosmu (tj. člověka). Astrologie historicky využívala ke zjištění poloh nebeských těles na obloze poznatky astronomie. Astrologie je od 20. století vědeckou komunitou odmítána jako nevědecká či pseudovědecká.

## Principy astrologie
Astrologie, jak ji chápe většina astrologů západní tradice, je založena na principu synchronicity a nikoliv kauzality. Převážně zkoumá vztah postavení nebeských těles k jevům na Zemi a příliš se nezabývá příčinami (například fyzikálními) tohoto vztahu. Proto také podle tohoto pohledu není deterministická. Popisuje sklony a tendence, neurčuje, že se něco musí stát. Výstupy astrologie nejsou exaktní, nýbrž empirické. Astrologie je založena spíše na zkušenostech a tradici než na měřitelných a statisticky zpracovatelných výzkumech podle kritérií moderní vědy. Z tohoto pohledu je tedy spíše hermeneutikou, neboli interpretačním uměním, a je ji nutno řadit mezi esoterické nauky.

## Oblasti zkoumání

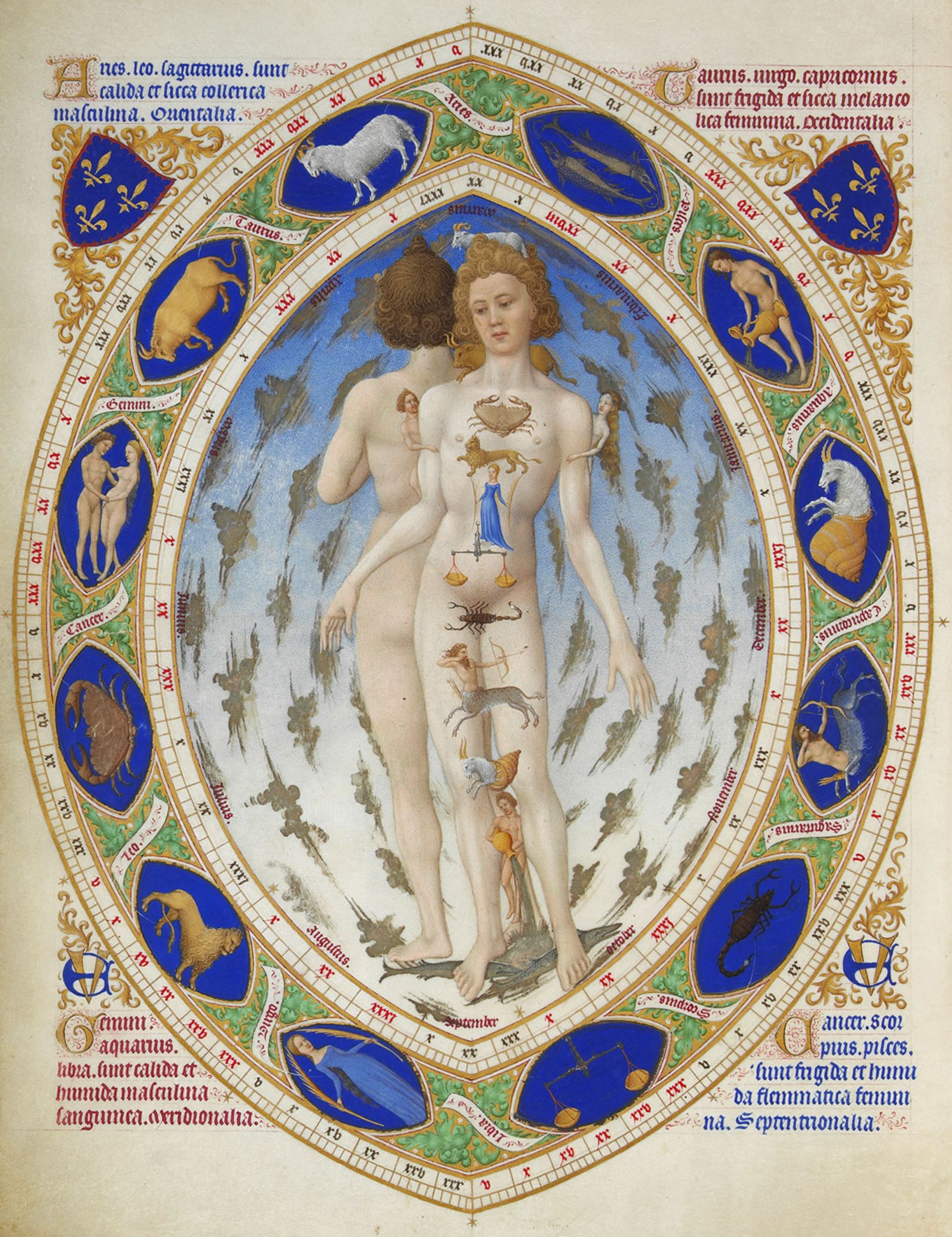
Anatomicko-astrologické zobrazení člověka z knihy Très Riches Heures du Duc de Berry.

Nejznámější oblastí astrologického zkoumání je popis vlivu postavení astrologických planet na člověka v okamžiku narození pomocí astrologického diagramu zvaného horoskop. Na rozdíl od astronomických planet jsou mezi planety v astrologii označovány i Slunce a Měsíc a západní tradice užívá pro sestavení horoskopu také postavení mnoha skutečných astronomických objektů (hvězdy, mlhoviny, asteroidy apod.) i řadu exaktně vypočtených astronomických bodů (např. ascendent, lunární uzly, „bod štěstí“ apod.)
Obdobně jako na člověka, zkoumají někteří astrologové vztah postavení astrologických planet na rostliny, živočichy, neživé věci (stavby, lodě apod.) i další pozemské události (státy, organizace, počasí, katastrofy apod.), či dokonce různě kladené otázky. Těmto oblastem astrologie se věnují specializované astrologické obory jako mundánní astrologie, meteoastrologie, horární astrologie, astromedicína.
V astrologickém zkoumání se používá jak horoskop sestavený pro okamžik narození, či vzniku, (nativní horoskop), tak i postavení planet v průběhu času vůči jejich pozici v nativním horoskopu (tranzity planet). Z této metody ve 20. století zprofanoval způsob lidové tvorby horoskopů, oblíbený zejména zbulvarizovaným tiskem, jako jednoduchých předpovědí na určité období rozdělený do tabulky pro čtenáře narozené ve dvanácti obdobích roku formálně totožných s astrologickými znameními Zvěrokruhu. Tato lidová tvorba je zpravidla prováděna bez jakékoliv astrologické souvislosti a používá pouze podobný způsob symboliky a pseudoastrologický slovník. Z hlediska principů astrologických výzkumů má tato metoda mizivou vypovídací hodnotu, protože ke svým předpovědím používá pouze jeden z mnoha prvků skutečného astrologického horoskopu - postavení Slunce v nativním horoskopu - a ostatní jeho prvky úplně pomíjí.

## Astrologické tradice
V průběhu historie vzniklo v různých částech světa několik různých samostatných astrologických systémů a tradic, z nichž pouze některé se vyvíjely ze společných základů. Tyto systémy používají při popisu zkoumaných jevů zpravidla vlastní symboliku i způsob její interpretace. V rámci těchto systémů vznikly další astrologické směry, často se lišící jak ve východiscích, tak v cílech svého zkoumání.
- Babylónská astrologie
- Egyptská astrologie
- Helénská astrologie
- Perská astrologie
- Arabská astrologie
- Védská astrologie
- Čínská astrologie
- Mayská astrologie
- Aztécká astrologie
- Západní astrologie

## Historie

### Védská astrologie
Jedná se o jeden z nejkomplexnějších a nejpřesnějších astrologických systémů. Hlavní disciplíny jsou známy jako gola (astronomie), ganita (výpočty založené na postavení planet), džátaka (nativní astrologie), muhúrta (vybírání vhodného času), prašna (zodpovídání konkrétní otázky) a nimitta (výklad specifických znamení). Je založena na velmi starobylé tradici, ale přesto (či spíše právě proto) je astrology stále více používána, třebaže studium, zvláště v tradičním pojetí guru-žák, je velmi náročné. Za jednu z nejuznávanějších autorit je považován mudrc Parášara, autor klasického díla Parášara Hora Šástra. Používá siderický systém, čímž se liší od západní astrologie, která používá tropický systém.

### Babylónská astrologie
Astrologie vznikala v dávných vyspělých civilizacích na Blízkém východě někdy ve 2. tisíciletí př. n. l. Zprvu tvořila nedílnou součást tehdejších náboženských kultů. Babylónský astrologický systém pracoval s pěti postavami babylónských bohů (Marduk, Ištar, Ninibe, Nabu, Nergal). Tato božstva byla později identifikována s helénským pantheonem. Do dnešních dní se dochovaly zlomky babylónských nábožensko-věšteckých textů, zvaných omen („znamení“), z nichž mnohé mají astrologické náměty (jiné se ovšem zabývají např. i věštěním z vnitřností obětních zvířat).
Babylónští kněží-astrologové jsou považováni za první, kdo rozdělili roční pouť Slunce zvěrokruhem mezi dvanáct souhvězdí, či spíše astrologická znamení po 30°. Babylónským astrologům je připisováno také sestavení prvních horoskopů. Nejstarší dochovaný horoskop je diagram z r. 410 př. n. l. Jedná se o horoskop syna babylónského panovníka Šuma Usa, který se narodil 29. dubna 410 př. n. l.

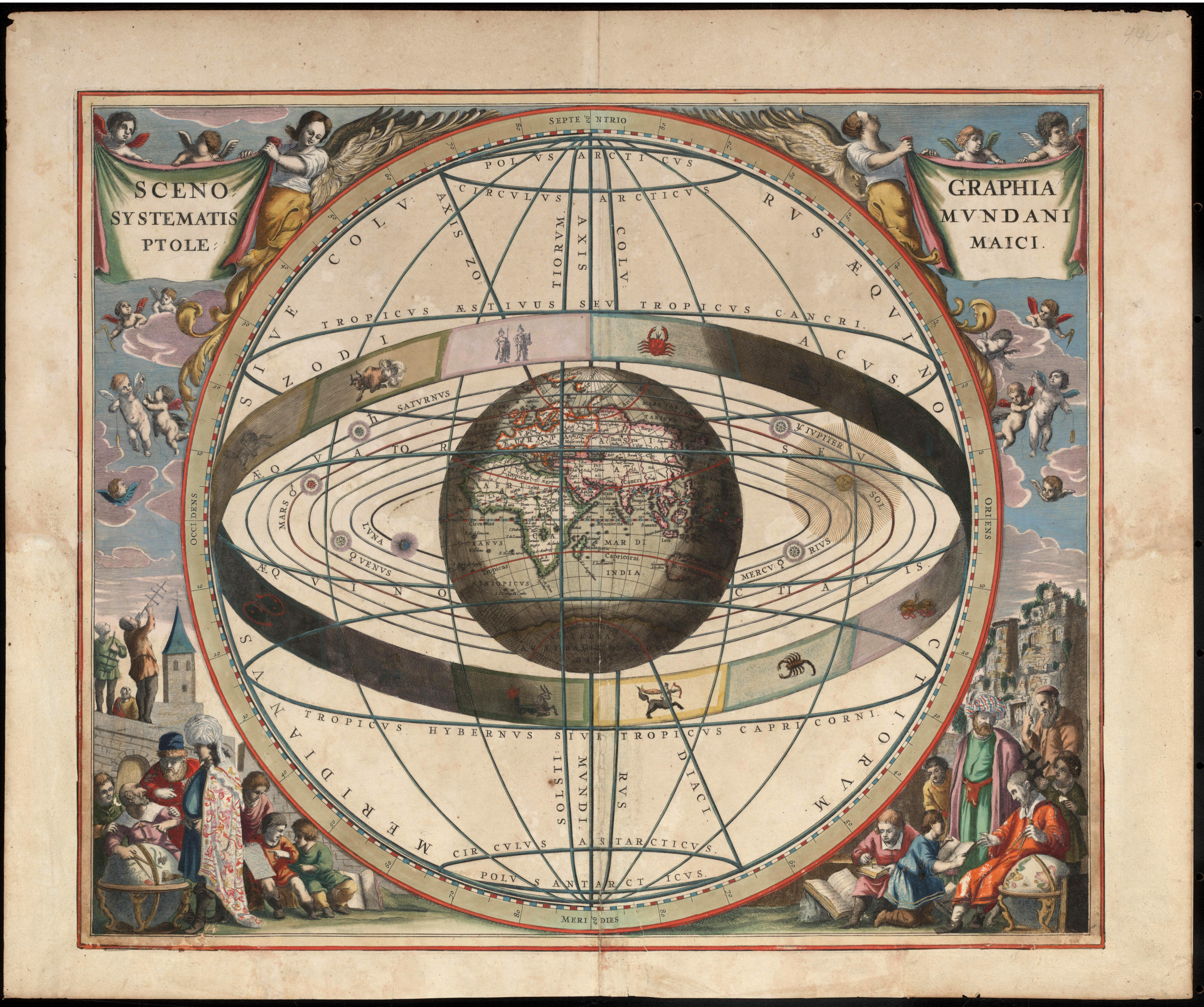
Ptolemaiovský model vesmíru zachycený Andreasem Cellariem, 1660/61

### Egyptská astrologie
Také astrologická pozorování ve starověkém Egyptě se nejprve rozvíjela jako nedílná součást náboženských mystérií pěstovaných v chrámových centrech po celé zemi. Mnohé indicie (např. interpretace značek na stropní hvězdné mapě chrámu v Dendeře) svědčí dokonce o tom, že by egyptská tradice mohla být ještě starší než tradice babylónská a mohla by sahat až do 5. tisíciletí př. n. l. Souhvězdí, planety, hvězdy a nebeská tělesa byla v egyptské astrologii spojena s jednotlivými nečeru (egyptskými „bohy“ se zoomorfními rysy) a mnohá astrologická pozorování byla zakódována do mnoha veřejně šířených náboženských mýtů předávaných ústní tradicí i výtvarnou formou. Některá astrologická znamení (a tedy i souhvězdí) mají svou egyptskou podobu dodnes.
Egypťané používali astrologii také v architektuře a stavitelství. Mnohé dochované starověké stavby v Egyptě jsou orientovány podle soudobého postavení hvězd (sloužily často také jako astronomické pozorovatelny) a v jejich rozměrech jsou rozpoznávány astrologické údaje.

### Helénská astrologie
Helénská astrologie má pravděpodobně své kořeny v astrologii egyptské, i když částečně absorbovala a rozvinula i zdroje babylónské astrologie a astrologie chaldejské. Pozdně helénský spis známý jako Corpus Hermeticum na tuto egyptskou tradici přímo poukazuje a je známo, že mnoho řeckých filosofů a astrologů studovalo v egyptských chrámech.
Za helénskou astrologii lze považovat astrologické nauky vzniklé v oblasti Středomoří v období mezi lety 200 př. n. l. a rokem 500 n. l. Astrologie nicméně pronikala do starověkého Řecka již dříve. Řecký básník Hesiodos (8. - 7. století př. n. l.) ve své didaktické básni Práce a dni pomocí postavení hvězd podává termíny zemědělských prací a také vhodnou dobu k početí syna či dcery. Další názory šly ještě dál a hlásaly, že postavení planet ve zvířetníkových souhvězdích při zrození člověka předurčuje celý jeho život.
Kolem roku 200 př. n. l. se v astrologii náhle prosadil nový systém tvorby horoskopů, který významným způsobem rozšířil původní systém babylónský. Nový systém se objevil náhle a ustálil se během půl století, což vede k závěrům, že byl pravděpodobně dílem jedince (za něhož lze považovat legendárního Herma Trismegista) či neznámé malé astrologické školy. Tento systém ustálil sestavování horoskopů prakticky v podobě, jaká se dochovala dodnes (zavedla systém domů, aspekty, používala sedm klasických astrologických planet apod.)
V helénském období astrologie se ustálila astrologická terminologie a vznikla stěžejní díla, ze kterých čerpala pozdější arabská astrologie a západní astrologie. Překlady řeckých textů do sanskrtu dokonce ovlivnily terminologii staré indické tradiční astrologie. Mezi nejvýznamnější astrology tohoto období lze zařadit zejména Klaudia Ptolemaia, autora Čtyř knih (Tetrabiblos) zabývajících se astrologií a Almagestu, syntézy helénského astronomického poznání včetně matematického modelu kosmu, či Héfaistióna Thébského a Vettia Valense, autora významné Antologie.

### Západní astrologie

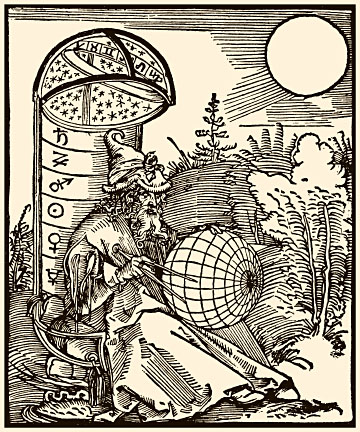
Rytina Albrechta Dürera z titulní strany De scientia motus orbis (1504).

Se zánikem Římské říše postupně astrologické znalosti helénského období z Evropy vymizely a zachovávaly se pouze některé astrologické prvky pohanských náboženských kultů. Na Starý kontinent se astrologie začala vracet až prostřednictvím arabské astrologie, zejména působením arabských univerzit na Araby ovládaných územích v Evropě, na sklonku 1. tisíciletí n. l. Ve středověku musela astrologie kvůli silným arabským vlivům nejprve vyřešit spor s oficiální katolickou církví, čehož dosáhla zejména díky tomu, že ji uznali především dva významní teologové té doby Albertus Magnus a Tomáš Akvinský.[zdroj⁠?!] Na univerzitě v Boloni přitom existovala od r. 1125 významná astrologická fakulta, která trvala zhruba dvě století [zdroj⁠?!] .
Velkého rozvoje dosáhla astrologie v období renesance. Středověkou astrologii založenou na zprostředkovaných překladech klasických helénských astrologických spisů z arabštiny v té době obohatily přímé překlady ze znovuobjevených řeckých zdrojů. Astrologií se zabývalo i několik papežů, později však katolická církev astrologii opět potírala a pronásledovala. K významným osobnostem zabývajících se astrologií té doby lze zařadit francouzského astrologa Michela Nostradama, jehož známá zakódovaná proroctví jsou předmětem výzkumů[zdroj⁠?!] dodnes. Astrologii se v renesanci věnovaly i osobnosti, které se proslavily zejména svými výsledky v oblasti astronomie, která se na přelomu 16. a 17. století začala z astrologie vyčleňovat. Významnými a úspěšnými astrology s řadou zajímavých astrologických výsledků[zdroj⁠?!] tak byli Galileo Galilei či v Praze působící Tycho Brahe a Johannes Kepler. Občas získávali astrologové i velký vliv na mocné lidi, např. Albrecht z Valdštejna byl velice pověrčivý a v posledních pěti letech svého života dával na rady svého dvorního astrologa Dr. Seniho. Astrologii studoval a obhajoval[zdroj⁠?!] ještě na počátku 18. století i fyzik Isaac Newton. Od poloviny 17. století udržovalo západní astrologickou tradici především hnutí rosekruciánů,[zdroj?] jejichž úlohu udržovatele a pokračovatele astrologických výzkumů později převzalo svobodné zednářství.[zdroj?]
Značné obliby na veřejnosti dosáhla Západní astrologie ve 20. století poté, co opustila uzavřené společnosti zednářských lóží.[zdroj?] Velký rozruch do astrologického zkoumání vnesl švýcarský psychoanalytik Carl Gustav Jung, který se pokusil tradiční astrologický aparát propojit s psychologickými fenomény. Přestože řada astrologů, pracujících s tradičními postupy ptolmajovské astrologie jeho závěry odmítá jako dezinterpretaci staré tradiční nauky, vznikl na tomto poli rozsáhlý psychologicko-astrologický výzkum jak ze strany psychologů, tak i astrologů. Bádání na pomezí psychologie vedlo k tomu, že část astrologů opustila tradiční astrologická východiska a založila několik různých psychologizujících astrologických teorií revidující některá stará pojetí (Hamburská astrologická škola, Humanistická a transpersonální astrologie, Kosmobiologie apod.)
Astrologie prožila ve 20. století velký nárůst zájmu laické veřejnosti a to jak díky rozvoji masových sdělovacích prostředků (tisk, rozhlas, televize, internet apod.), tak i rozvoji informačních technologií, které umožňují ve velmi krátké době sestavit jakýkoliv horoskop s velkou přesností. Západní astrologie se rozvíjí nejen na evropském kontinentu, ale díky silné zednářské[zdroj?] a pseudorosekruciánské esoterické tradici[zdroj?] také v USA. Tento „astrologický boom“ také podpořilo hnutí New Age, které starou západní tradici (často velmi násilně a protichůdně) propojilo s mnoha orientálními, indiánskými a pohanskými astrologickými systémy a vytvořilo poněkud nepřehlednou změť astrologického symbolismu a interpretačních metod.[zdroj?] Velký nárůst zájmu o astrologii také vedl k její profanaci a častému mediálnímu zbulvarizování původních astrologických nauk (vizte Oblasti zkoumání).

### Astrologie v českých zemích
Západní astrologická tradice začala na české území pronikat z jižní a západní Evropy již ve středověku. Jistého oficiálního uznání se astrologii dostalo zejména ve 14. a 15. století za vlády lucemburských císařů Karla IV. a jeho následníka Václava IV.
Astrologie se studovala na nově založené pražské univerzitě, astrologii se prokazatelně věnoval její druhý rektor Jan Šindel, známý jako autor astrolábu Staroměstského orloje. Astrologické poznatky té doby se odrážely i v architektonické výzdobě mnoha významných gotických staveb Petra Parléře. Královská knihovna Václava IV. obsahovala několik velmi významných astrologických spisů (včetně tzv. Alfonsinských tabulek a Ptolemaiova spisu Tetrabiblos), z nichž se dodnes v zahraničí zachovaly tři sborníky.
Dalšího období velkého rozmachu se astrologie na českém území dočkala na přelomu 16. a 17. století za vlády císaře Rudolfa II., vyhlášeného mecenáše všech provozovatelů okultních nauk. V roli císařských astrologů v té době u pražského dvora působili i Tycho Brahe a Johannes Kepler, na českém území působili i další tehdejší proslulí učenci zabývající se astrologií (např. John Dee). K okruhu pražských rudolfinských zasvěcenců i krátké epizodě s vládou Fridricha Falckého lze vystopovat stopy založení rosekruciánského hnutí.
O obnovení astrologické tradice na českém území ve 20. století se postarali zejména členové prvorepublikového sdružení hermetiků Universalie. Astrologií se zabývali především Otakar Griese a Jan Kefer. Za komunistického režimu byla astrologie v Česku potírána a pronásledována jako učení neslučující se s oficiálním marxisticko-leninským světonázorem. V tomto období reprezentoval českou astrologii například Jindřich Šob (někdy též Schob, 7. 3. 1901-22. 9. 1982), Emanuel Šimandl (24. 12. 1899 – 24. 12. 1971) nebo akademický malíř Vratislav Jan Žižka – mezi jeho pokračovateli vyniká Milan Špůrek (1938).
Astrologická veřejnost navázala na prvorepublikovou tradici založením Astrologické společnosti ČR dne 19. prosince 1989 v 17 hodin. Předsedou se stal Pavel Turnovský. Meziválečnou generaci astrologů s jejich kolegy spojila osobnost Josefa Danzera (1907-1999) člena Universalie. Tento astrolog se stal čestným předsedou. Zakládající členové: Zdeněk Bohuslav, Pavel Hudec, Vanda Jindrová, Oldřich Kalfiřt, Michal Kobal, Libor Koudela, František Procházka, Jan Řezáč, Milan Špůrek, Michaela Štěpánová, Pavel Turnovský. Společnost vydává revue Konstelace 

## Historie sporu astrologie s vědou

### Spor s teologií
Astrologie kvůli svým základním principům (vizte Principy astrologie) vyvolávala a vyvolává velkou řadu kontroverzí se zastánci jiného pohledu na svět. V evropském kontextu musela evropská tradiční astrologie nejprve řešit spory s křesťanskou teologií. Křesťané jakékoliv věštění či předpovídání budoucnosti odmítali již od prvních staletí. Jakékoliv formy věštění, mrakopravectví či jiných okultních praktik jsou odmítány již ve Starém zákoně. (srov. Dt 18,10; Jer 29,8) Jedna z největších církevních autorit – Augustinus (354–430) – astrologii důrazně odmítá a astrology považuje za šarlatány, kteří „svou službu prodávají nevědomým lidem“. Píše např.: „Z tohoto druhu nebezpečné pověrčivosti nelze vyloučit ani ty, kteří sestavují horoskopy podle data narození... Neboť i když skutečně určují a někdy i zjistí pozici hvězd ve chvíli něčího narození, zásadně se mýlí, když z těchto údajů snaží předpovědět naše jednání a jeho důsledky... Chtít ale z takových zjištění předpovídat mravní vlastnosti, jednání a události je velký a šílený omyl, a ti, kteří nahlédli, že je třeba se takových věcí zříci, tuto pověru bez váhání odmítají.“ Ve svých dílech uvádí i paradox dvojčat, která ač narozená v časovém rozmení kratším, než jaká je zjistitelná poloha hvězd na nebi, nemají stejný osud. Augustinus také důsledně rozlišuje mezi hvězdáři jako vědeckými pozorovateli hvězd od hvězdopravců. V různých érách historie se střídala období, kdy byla astrologie dominantní katolickou církví tolerována, a astrologii se dokonce věnovala i řada katolických hodnostářů a učenců, a období, kdy byla astrologie církví potírána. Dnešní stanovisko jasně shrnuje Katechismus katolické církve (odst. 2116): „Je třeba odmítat všechny způsoby věštění: vzývání satana nebo zlých duchů, vyvolávání mrtvých nebo jiné praktiky, o nichž se neprávem soudí, že „odhalují“ budoucnost. Uchylovat se o radu k horoskopům, k astrologii, k hádání z ruky, k výkladu předtuch a věšteb, k jevům jasnovidectví, ptát se věštců (médií), v tom všem se skrývá vůle mít vládu nad časem, nad dějinami a konečně nad lidmi a zároveň touha naklonit skryté mocnosti.“

### Spor s racionalismem
Od dob ustavení vědy jako racionalistického systému založeného na opakovatelnosti a přenositelnosti experimentů a exaktnosti, měřitelnosti a statistické zpracovatelnosti výsledků, je astrologie vystavena oponentuře z řad vědecké veřejnosti, protože tato kritéria kvůli svým principům (vizte Principy astrologie) naplnit nemůže.

### Spor se statistikou

Tzv. Martický efekt: relativní frekvence pozice Marsu v nativních horoskopech úspěšných sportovců.

Ve druhé polovině 20. století proběhla řada studií[čí?], které si vytkly za cíl potvrdit či vyvrátit astrologická východiska statistickou metodou. U zrodu těchto experimentů stál zejména francouzský psycholog a statistik Michel Gauquelin, jenž největší rozruch způsobil publikací tzv. Martického efektu - významných statistických odchylek v postavení Marsu v nativním horoskopu významných sportovců v porovnání s běžnou populací. Kritici výzkumu[kdo?] však upozorňují například na to, že pravděpodobnost podobného výsledku na zcela náhodných datech byla 25procentní. V podobných výzkumech pokračoval i uznávaný psycholog Hans Eysenck[zdroj⁠?!]. Další psychologicko-statistické studie pak například podle svých autorů[kdo?] potvrdily souvislost mezi introverzí a extraverzí s astrologickými vlivy Saturnu a Marsu, či emoční labilitou u lidí narozených se Sluncem v tzv. vodních znameních. Jiné podobné studie však podobné statisticky významné korelace mezi astrologickými a psychologickými fenomény nepotvrdily a všechny studie jsou předmětem odborných disputací dodnes.
Na podobné statistické experimenty nicméně astrologové nahlížejí převážně skepticky. Tyto výzkumy totiž zpravidla zkoumají pouze jeden, či velmi malou část, ukazatelů, kterými astrologie dospívá ke svým závěrům. Součástí astrologického výzkumu je však vždy subjektivní vyhodnocení mnoha různých možných kombinací těchto ukazatelů (a to včetně jejich nepřítomnosti v konkrétním případě) a posouzení jejich významnosti.

## Věda a astrologie
Od dob Francise Bacona a vědecké revoluce se začaly vyčleňovat nové vědecké disciplíny (některé obory fyziky, astronomie, biologie, lékařství, meteorologie ..) a začaly používat metody systematického empirického výzkumu založeného na experimentálních pozorováních. Od této doby se astrologie a astronomie začaly rozcházet; astronomie se stala jednou z hlavních přírodní věd, zatímco astrologie byla stále více viděna přírodovědci jako okultní věda nebo pověra. Odloučení astrologie od vědy bylo urychleno v osmnáctém a devatenáctém století.
Převážná část moderních vědců astrologii odmítá jako nevědeckou, protože nesplňuje základní podmínky pro využití vědecké metody, například neexistují experimentální data, která by působení planet prokazovala. Za nevědeckou ji označili například fyzik Richard Feynman či Stephen Hawking. Andrew Fraknoi z Pacifické astronomické společnosti ji označil za pseudovědu.
V roce 1975, the American Humanist Association (Americká humanistická asociace) prohlásila, že důvěra lidí v astrologii trvá, třebaže pro jejich víru neexistuje žádný vědecký důkaz, a vskutku jsou silné důkazy o opaku. Český klub skeptiků SISYFOS astrologii prohlašuje za pseudovědu.
Samotní astrologové se k vědě a aplikaci vědeckých metod staví různě. Ačkoli astrologie očividně využívá některých vědeckých metod, zejména pozorování a popisu skutečnosti, formulace problému, stanovení hypotéz a předvídání, nejčastější výhradou vědy vůči astrologii se jeví ověřování souladu hypotéz a předvídání se skutečností. Přesto ji někteří astrologové za vědu považují.
Některé větve moderní astrologie bývají často astrology ztotožňovány s psychologizujícími a humanistickými vědními obory, které zkoumají souvztažnosti mezi děním na obloze a psychologickými vlastnostmi člověka, jeho vzorci chování a možnostmi, jak tyto vzorce vhodně kultivovat.
Některé výzkumy se snaží ukázat, že lidé věřící astrologii jsou méně inteligentní a více narcističtí.

## Významní astrologové
- Klaudios Ptolemaios
- Héfaistión Thébský
- Dorotheus Sidónský
- Vettius Valens
- Julius Firmicus Maternus
- Albumasar
- Galileo Galilei
- Tycho Brahe
- Johannes Kepler
- Marsilio Ficino
- Jan Šindel
- Nostradamus
- Otakar Griese
- Jan Kefer
- Mauritius Knauer
- William Lilly
- Gerolamo Cardano
- Cyril Fagan
- Garth Allen
- Karel Weinfurter

### Kritika astrologie
- Petr Kubala:Astrologové, ufologové a jiní šarlatáni I Archivováno 9. 6. 2007 na Wayback Machine. Instantní astronomické noviny, 01. 01. 2007, ian.cz
- Prof. MUDr. Jiří Heřt, DrSc: Proč astrologie nefunguje, sisyfos.cz
- Heslo astrologie ve skeptickém slovníku, sisyfos.cz